# Hiperinzulinémia
A hiperinzulinémia olyan állapot, amelyben a vérben keringő inzulin szintje meghaladja a glükóz szintjét. Bár gyakran összetévesztik a cukorbetegséggel vagy a hiperglikémiával, a hiperinzulinémia számos anyagcsere-betegség és állapot, valamint az étrendben található nem tápláló cukrok következménye lehet.  Bár a hiperinzulinémia gyakran előfordul korai stádiumú 2-es típusú cukorbetegségben szenvedőknél, nem az állapot oka, és csak a betegség egyik tünete. Az 1-es típusú cukorbetegség csak akkor fordul elő, ha a hasnyálmirigy béta-sejtjeinek működése károsodott. A hiperinzulinémia számos állapotban előfordulhat, beleértve a 2-es típusú cukorbetegséget, újszülötteknél és gyógyszer okozta hiperinzulinémiában. Veleszületett hiperinzulinizmusban is előfordulhat, beleértve a nesidioblastosist is.
A hiperinzulinémia magas vérnyomással, elhízással, diszlipidémiával, inzulinrezisztenciával és glükóz intoleranciával jár. Ezeket az állapotokat összefoglaló néven metabolikus szindrómának nevezzük. Ez a szoros összefüggés a hiperinzulinémia és a metabolikus szindróma állapotai között a patogenitás rokon vagy közös mechanizmusaira utal. Kimutatták, hogy a hiperinzulinémia „szerepet játszik az elhízásban a magas vérnyomásban azáltal, hogy növeli a vesében a nátriumvisszatartást”.